# Brizlincote
Brizlincote est une paroisse civile du Staffordshire, en Angleterre.